# Румен Пайташев
Румен Пайташев е български спортен журналист. Той е един от най-известните български футболни коментатори.

## Биография
Завършва журналистика в Софийския университет. Работил е във вестниците „Отечествен фронт“, „Народен спорт“ (където е редактор на отдел „Футбол“) и „Футбол“. Бил е специален кореспондент на вестник „7 дни спорт“. Участвал е в телевизионното състезание Минута е много, където е трикратен победител. Пайташев е коментирал мачовете от 8 световни и 9 европейски първенства. Той става първият българин, отразяващ от мястото на събитието мачовете от турнира Копа Америка, където също е бил 8 пъти. Освен това е и първият български журналист на Купата на конфедерациите, когато турнирът още се казва „Купа на крал Фахд“ и се провежда в Саудитска Арабия. Бил е на четири първенства за Купата на Африканските нации, както и на два олимпийски футболни турнира.
Интервюирал е над 200 звезди на световния футбол като Пеле, Алфредо ди Стефано, Диего Марадона, Йохан Кройф, Боби Чарлтън, Франц Бекенбауер, Еузебио, Мишел Платини и други, както и треньори като Хеленио Херера, Сезар Луис Меноти, Карлос Билярдо, Жоан Салданя, Теле Сантана, Ариго Саки, Валерий Лобановски, Казимеж Гурски и др. Интервюирал е и президентите на ФИФА сър Стенли Роуз, Жоан Хавеланж и Сеп Блатер, както и президентите на УЕФА Ленарт Йохансон и Александър Чеферин. Автор е на 21 книги, сред които: „Световна футболна енциклопедия“, „История на световните първенства“, "Европа в сиянието на Сребърната амфора (за историята на европейските първенства), „Вечното дерби: Левски – ЦСКА“ и др.